# Łokomotiw Dżalalabad
Łokomotiw Dżalalabad (kirg. Футбол клубу «Локомотив» Джалал-Абад)  – kirgiski klub piłkarski, mający siedzibę w mieście Dżalalabad, na zachodzie kraju.

## Historia
Chronologia nazw:
- 2007: Łokomotiw Dżalalabad (ros. «Локомотив» Джалал-Абад)
- 2008: klub rozformowano

Piłkarski klub Łokomotiw został założony w miejscowości Dżalalabad w roku 2007. W 2007 klub debiutował w rozgrywkach Wyższej Ligi Kirgistanu, w której zajął 4 miejsce. Jednak na początku kwietnia 2008 zrezygnował z dalszych występów i został rozwiązany. Dotarł do finału Pucharu Kirgistanu. Również w 2007 miasto reprezentował inny klub FK Dżalalabad, który w 1/8 finału Pucharu przegrał z Ałajem Osz. Jednak na początku kwietnia 2008 zrezygnował z dalszych występów i został rozwiązany.

## Sukcesy

### Trofea międzynarodowe
Nie uczestniczył w rozgrywkach azjatyckich (stan na 31-12-2015).

### Trofea krajowe
| \| \| Zdobyte trofea w rozgrywkach Kirgistanu (stan na: 31-12-2015) \| |                                                               |      |          |
| Rozgrywki                                                              | Osiągnięcie                                                   | Razy | Sezon(y) |
| Mistrzostwo                                                            | I miejsce                                                     | 0    |          |
| Mistrzostwo                                                            | II miejsce                                                    | 0    |          |
| Mistrzostwo                                                            | III miejsce                                                   | 0    |          |
| Mistrzostwo                                                            | 4.miejsce                                                     | 1    | 2007     |
| Puchar                                                                 | zdobywca                                                      | 0    |          |
| Puchar                                                                 | finalista                                                     | 0    |          |
| Puchar                                                                 | finalista                                                     | 1    | 2007     |
| II liga                                                                | I miejsce                                                     | ?    |          |
| II liga                                                                | II miejsce                                                    | ?    |          |
| II liga                                                                | III miejsce                                                   | ?    |          |
| Kirgistan                                                              | Zdobyte trofea w rozgrywkach Kirgistanu (stan na: 31-12-2015) |      |          |

## Stadion
Klub rozgrywał swoje mecze domowe na stadionie Kurmanbek w Dżalalabadzie, który może pomieścić 5000 widzów.

## Inne
- FK Dżalalabad